# Piedras Negras de Pungo Andongo

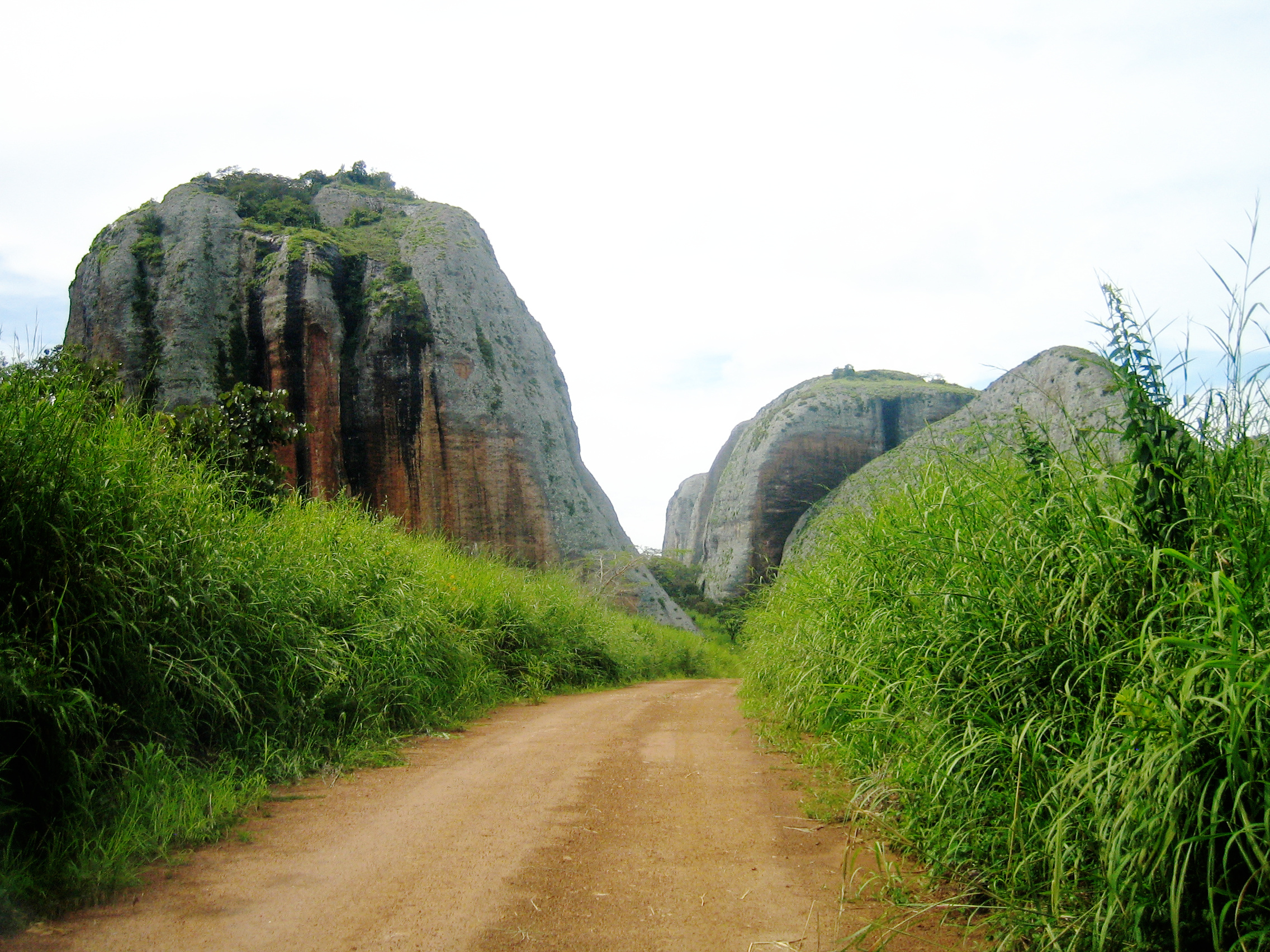
Las "Piedras negras" de Pungo Adongo

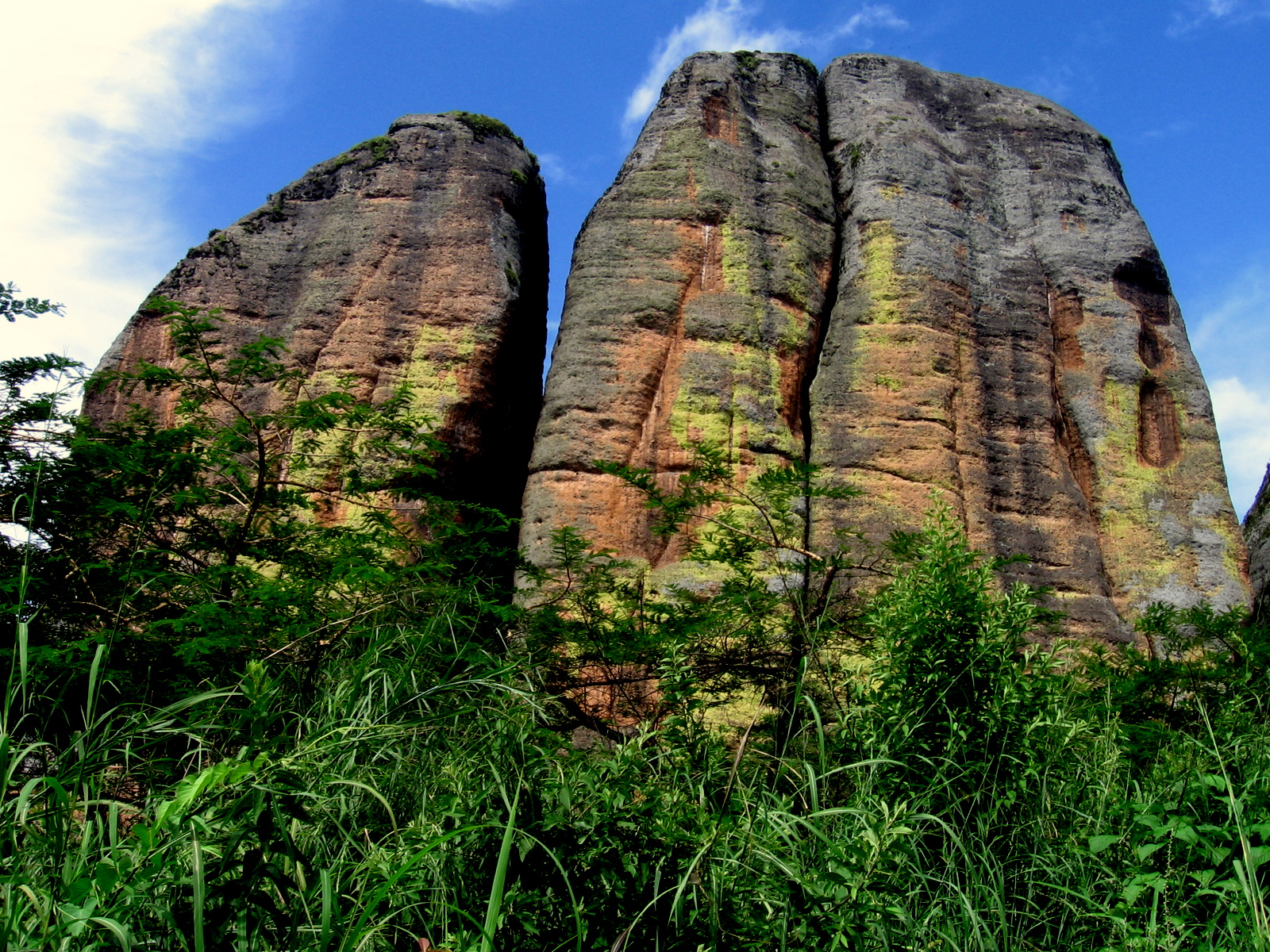
Vista de "Piedras negras" de Pungo Adongo

Las Piedras Negras de Pungo Andongo (Pedras Negras de Pungo Andongo) se encuentran a unos 116 km de la capital de la provincia de Malanje en Angola. Son una serie de formaciones rocosas, muchas espectaculares, que recuerdan a la forma de animales, sobre la sabana de África.
Hay un fuerte erigido por los portugueses en 1671. La región es conocida por las Cataratas de Kalandula en el río Lucala con 107 metros de altura, la reserva de caza Luando en el sur, la reserva de animales Milando en el norte, y las piedras negras Pungo Andongo, que son gigantes monolitos asociados con las leyendas tribales. La mayoría de los habitantes de la región son miembros del pueblo Mbundu. Las principales actividades económicas son la ganadería.
Podemos encontrar en la roca huellas de los pies de Ana de Sousa Nzinga Mbande, la historia demuestra que la reina angoleña Nzinga de Ndongo y Matamba era del lugar. Los Gingas todavía viven como un pueblo independiente en el norte de este país. El agua es muy pura, la tierra es luminosa. El acceso a estas zonas sigue siendo difícil, debido a que la marcha es lenta por las carreteras tortuosamente decrépitas, enmarcadas por la inactividad de las casas abandonadas - la infraestructura del país realmente aún no se ha reconstruido. Muchas carreteras son transitables solo por vehículos de tracción en las cuatro ruedas - o largas horas de viaje a pie. En estas partes, cien kilómetros puede ser una caminata de cuatro horas, incluso con el mejor de jeeps.